# Melgaço (Portugal)
Melgaço ist eine Kleinstadt (Vila) und ein Kreis (Concelho) in Nordportugal am Rio Minho, durch den hier die Grenze zu Spanien verläuft. In der Stadt leben ca. 1300 Einwohner, im Kreis sind es 9996 Einwohner (Stand: 2001).

## Geschichte

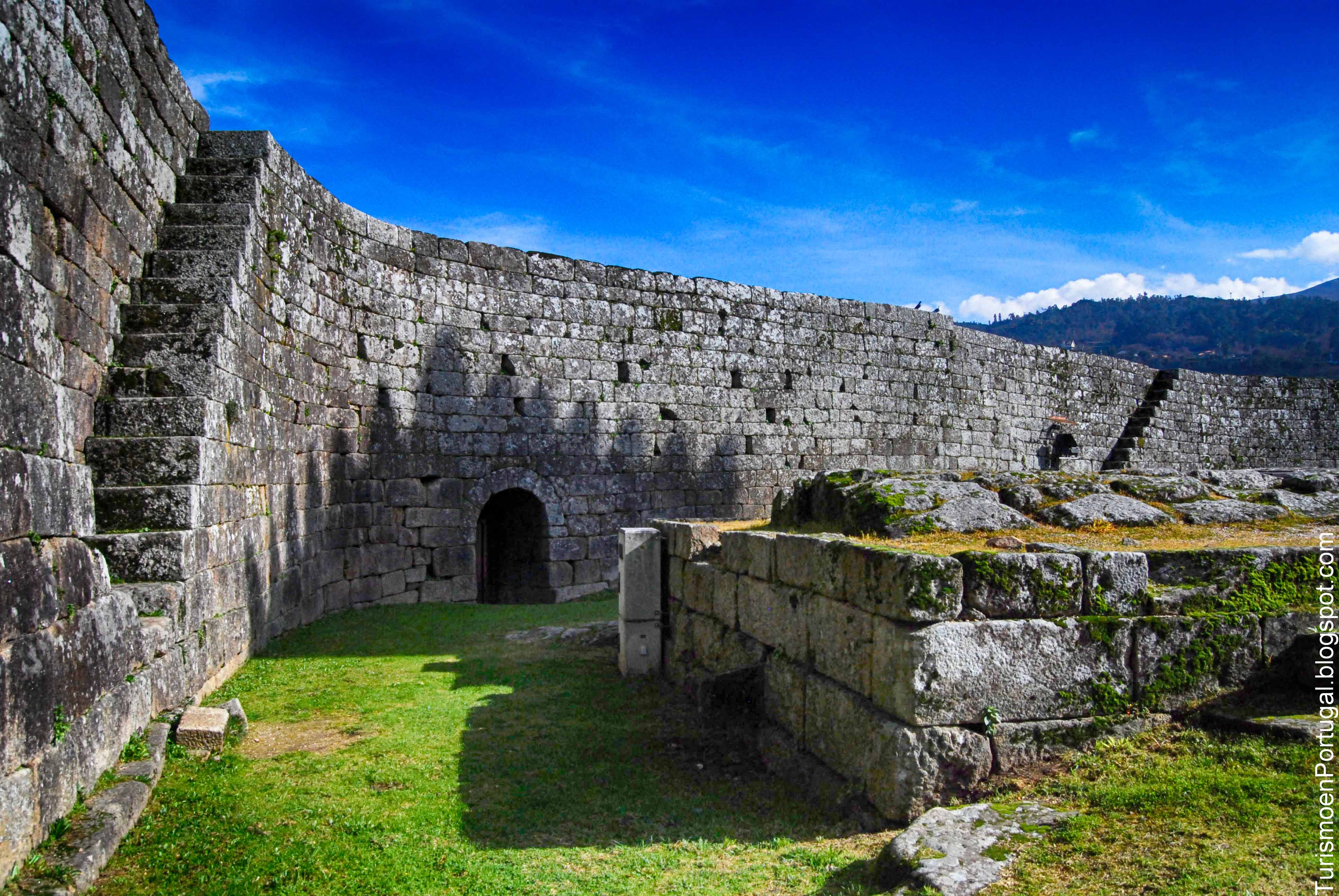
In der Burg von Melgaço

Funde belegen eine vorgeschichtliche Besiedlung, etwa die Felsgravuren Gravuras Rupestres do Fieiral und verschiedene Ausgrabungen in Castro Laboreiro. Die Römer hinterließen u. a. mehrere Brücken, ebenfalls in Castro Laboreiro. Der heutige Ort Melgaço entstand um die 1170 hier errichtete Burg, die Portugals erster König D.Afonso Henriques bauen ließ, bevor er dem Ort 1181 erste Stadtrechte verlieh, die König D.Afonso II. im Jahr 1219 erneuerte. D.Afonso III. ließ den Ort mit einer Festungsmauer umgeben. Im Verlauf der Revolution von 1383 kam Melgaço 1387 unter spanische Herrschaft, um im Zuge der Konsolidierung der Herrschaft des neuen portugiesischen Königs D.João I. kurz später wieder portugiesisch zu werden. 1513 erneuerte König Manuel I. die Stadtrechte Melgaços.

## Kultur und Sehenswürdigkeiten
Der Kreis von Melgaço liegt zum Teil im Nationalpark Peneda-Gerês. Thematische Wanderwege sind darüber hinaus im ganzen Kreisgebiet angelegt, etwa Weinrouten, Wege entlang des Minho-Ufers oder der archäologischen Fundorte.

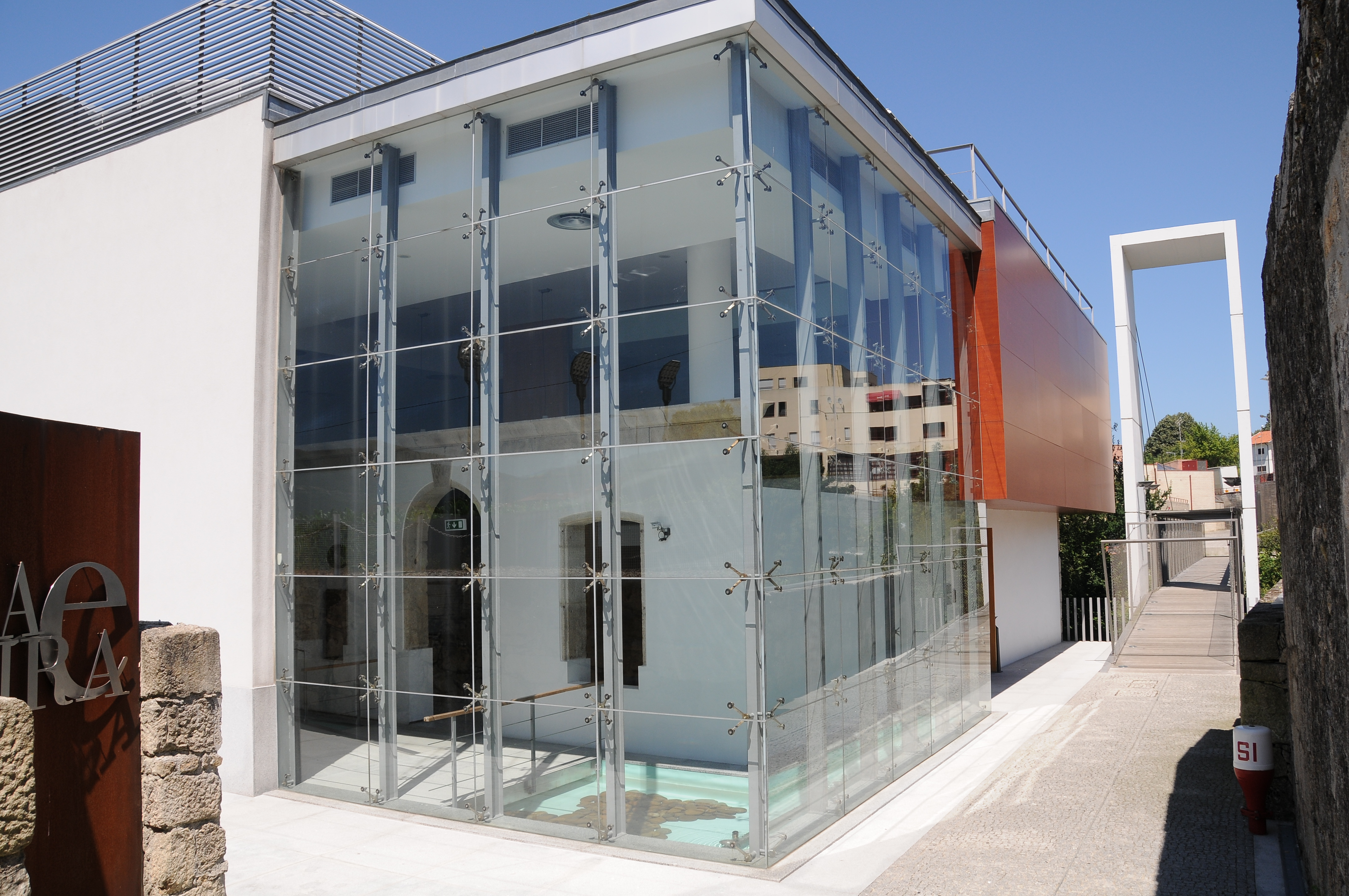
Das Museum Espaço Memória e Fronteira

Zu den Baudenkmälern des Kreises zählen historische öffentliche Gebäude, einige Herrenhäuser, Mühlen, steinerne Brunnen, und eine Vielzahl Sakralbauten. Auch die historischen Ortskerne von Castro Laboreiro und Melgaço selbst stehen als Ganze unter Denkmalschutz. Insbesondere der Ortskern von Melgaço wird von seinen mittelalterlichen Gassen, Kirchen und Gebäuden bestimmt. Weitere kulturelle Anlaufpunkte sind das kuriose Museum Espaço Memória e Fronteria (dt.: Raum der Erinnerung und der Grenze), das sich der Geschichte des Schmuggels im Grenzgebiet widmet, und das granitene Weingut Solar do Alvarinho, das Weine der Alvarinho-Traube zur Verkostung anbietet. Auch archäologische Museen und das 2005 eröffnete Filmmuseum Museu de Cinema de Melgaço – Jean Loup Passek sind zu nennen.
2005 wurde das Filmmuseum Museu de Cinema de Melgaço – Jean-Loup Passek eröffnet. Es ist in zwei Bereiche aufgeteilt, ein Bereich mit der festen Dauerausstellung des Hauses und ein Bereich mit wechselnden Ausstellungen. Kern der Dauerausstellung ist die Sammlung, die der französische Filmkritiker Jean-Loup Passek (1936–2016) der Stadt vermachte.
Seit 2014 findet hier jährlich das Melgaço International Documentary Film Festival (MDOC) statt, ein Filmfestival für internationale Dokumentarfilme, das in jedem Juli/August an verschiedenen Veranstaltungsorten in der Stadt abläuft.

## Verwaltung

### Der Kreis
Melgaço ist Sitz eines gleichnamigen Kreises. Die Nachbarkreise sind (im Uhrzeigersinn im Norden beginnend): Spanien, Arcos de Valdevez sowie Monção.
Mit der Gebietsreform im September 2013 wurden mehrere Gemeinden zu neuen Gemeinden zusammengefasst, sodass sich die Zahl der Gemeinden von zuvor 18 auf 13 verringerte.
Die folgenden Gemeinden (freguesias) liegen im Kreis Melgaço:

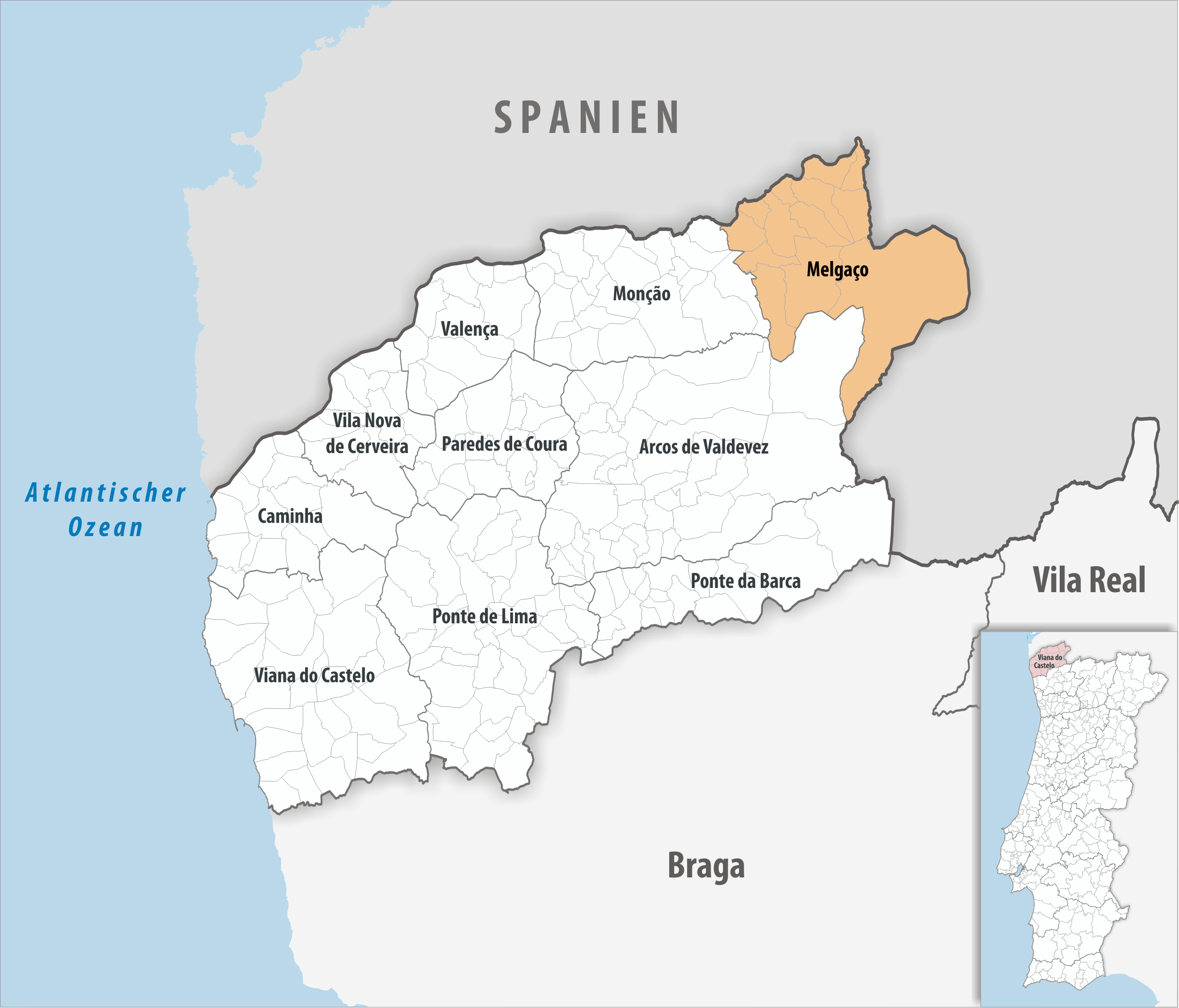
Kreis Melgaço

| Gemeinde                          | Einwohner (2021) | Fläche km² | Dichte Einw./km² | LAU- Code |
| --------------------------------- | ---------------- | ---------- | ---------------- | --------- |
| Alvaredo                          | 492              | 4,36       | 113              | 160301    |
| Castro Laboreiro e Lamas de Mouro | 503              | 106,09     | 5                | 160319    |
| Chaviães e Paços                  | 559              | 8,48       | 66               | 160320    |
| Cousso                            | 239              | 7,23       | 33               | 160304    |
| Cristoval                         | 422              | 5,56       | 76               | 160305    |
| Fiães                             | 146              | 11,21      | 13               | 160307    |
| Gave                              | 180              | 18,64      | 10               | 160308    |
| Paderne                           | 1.030            | 12,85      | 80               | 160311    |
| Parada do Monte e Cubalhão        | 477              | 29,84      | 16               | 160321    |
| Penso                             | 445              | 8,85       | 50               | 160313    |
| Prado e Remoães                   | 445              | 3,67       | 121              | 160322    |
| São Paio                          | 535              | 9,95       | 54               | 160317    |
| Vila e Roussas                    | 2.300            | 11,51      | 200              | 160323    |
| Kreis Melgaço                     | 7.773            | 238,24     | 33               | 1603      |

### Bevölkerungsentwicklung
| Einwohnerzahl im Kreis Melgaço (1801–2011) | Einwohnerzahl im Kreis Melgaço (1801–2011) | Einwohnerzahl im Kreis Melgaço (1801–2011) | Einwohnerzahl im Kreis Melgaço (1801–2011) | Einwohnerzahl im Kreis Melgaço (1801–2011) | Einwohnerzahl im Kreis Melgaço (1801–2011) | Einwohnerzahl im Kreis Melgaço (1801–2011) | Einwohnerzahl im Kreis Melgaço (1801–2011) | Einwohnerzahl im Kreis Melgaço (1801–2011) | Einwohnerzahl im Kreis Melgaço (1801–2011) |
| ------------------------------------------ | ------------------------------------------ | ------------------------------------------ | ------------------------------------------ | ------------------------------------------ | ------------------------------------------ | ------------------------------------------ | ------------------------------------------ | ------------------------------------------ | ------------------------------------------ |
| 1801                                       | 1849                                       | 1900                                       | 1930                                       | 1960                                       | 1981                                       | 1991                                       | 2001                                       | 2004                                       | 2011                                       |
| 5.141                                      | 7.960                                      | 15.558                                     | 15.759                                     | 18.211                                     | 13.246                                     | 11.018                                     | 9.996                                      | 9.739                                      | 9.213                                      |

### Kommunaler Feiertag
- Christi Himmelfahrt

### Städtepartnerschaften
- Frankreich: Lavelanet (seit 2012)[14]

## Söhne und Töchter
- Jerônimo José Nogueira de Andrade († 1809), kolonialer Militär in Brasilien
- Eurico Silva (1900–1973), Schauspieler, Regisseur, Dramaturg, bekannte Radiostimme im Brasilien der 30er bis 50er Jahre
- Adelino Joaquim Pereira Soares de Castro (* 1913), Journalist, Verwaltungsbeamter und bedeutender Ethnograf in Mosambik
- Pedro M. R. Ferreira (1915–1996), Spieler und erster Verbandspräsident des Jogo do pau, einem Stockkampf